# Espectacle digital
Espectacle digital és un ampli concepte amb una variada gamma de produccions amb la característica comuna d'incorporar tecnologies i tècniques informàtiques en la seva producció. Es pot incorporar multimèdia a qualsevol tipus d'espectacle, ja sigui en directe en una sala de teatre o al carrer, però quan la tecbnologia digital té un paper clau en la producció, és quan parlem d'espectacles digitals.

## Història i evolució
L'evolució digital del so, la música i l'espectacle s'ha anat configurant a partir d'una multitud d'experiments musicals que de mica en mica han anat apuntant a la possibilitat d'aconseguir un nou format d'espectacles gràcies als nous mitjans digitals.

### Principis
Podem sembrar algunes de les primeres llavors d'aquests espectacles digitals amb la feina de John Cage i les seves troballes sonores als anys setanta, o bé l'obra de Pierre Schaeffer: "Musique concrète" -Un terme anomenat l'any 1948 al compondre amb materials d'una col·lecció existent de sons experimentals-. Aquestes noves interpretacions de la música i la seva posada en escena són molt rellevants pel que més endavant aconseguiran els mitjans digitals. En ells ja es sembren algun dels principis de la producció digital per espectacles, sobretot pel que fa a les possibilitats de copiar i reproduir sons, així com la possibilitat de barrejar fitxers de música existents per produir-ne de nous (remix). Els sons d'ambients de Brian Eno (músic d'electrònica) i les instal·lacions i performances audiovisuals de Laurie Anderson (música i artista experimental) també van tenir una alta influència en el desenvolupament del so i de la concepció de la música.
Molts dels projectes de mitjans digitals centrats en la combinació de formes visuals i so mantenen la tradició de les performances de llums cinètiques o la "música visual" de l'alemany animador i pintor abstacte Oskar Fischinger (1900).
A part dels remix i de la cultura dels DJ, els projectes artístics digitals de so i música configuren un ampli territori que, entre d'altres, inclou: el pur art sonor (sense cap component visual), els entorns d'instal·lació audiovisual i software, els projectes basats en internet que permeten fer-se a temps real, les noves eines de composició fetes a partir del multiusuari, els remix, així com projectes en xarxa que involucren lloc, públic i aparells nòmades. Moltes obres d'art digitals, des de les instal·lacions més senzilles fins a l'"Internet Art" involucren components de so sense estar especialment focalitzats en aspectes musicals.
Els projectes sonors i musicals, habitualment prenen la forma d'instal·lacions interactives o escultures que responen a diferents tipus d'accions de l'usuari convertint-los en informació visual i sonora. Els projectes descrits a continuació són tan sols alguns exemples de l'ús de tecnologia digital en els camps del so i de la música.

### Projectes rellevants

#### Public Supply
Cal parlar en primer lloc de les exploracions de pioners com Max Neuhaus, qui va definir noves àrees per les actuacions musicals mitjançant la posada en escena de treballs sonors en àrees públiques i experimentant amb so en xarxa, interconnectat, com una mena d'"arquitectura virtual". En la primera instal·lació del seu projecte Public Supply (1996), va establir una connexió entre la WBAI (estació de ràdio de Nova York) i la sarsa telefònica, implementant un "espai aural" de vint quilòmetres al voltant de la ciutat de Nova York, on els participants podien intervenir en l'actuació o performance mitjançant una trucada telefònica.

#### Audiovisual Environment Suite
Entre els artistes que han explorat més els protocols de la comunicació en la creació simultània i interconnexió d'imatge i so trobem a Golan Levin, un artista, compositor, performer, i enginyer, que va rebre el seu graduat a la MIT Media Lab, on va estudiar amb John Maeda al Aesthetics and Computation Group. Levin va crear l'"Audiovisual Environment suite" (la suite d'ambientació audiovisual) entre el 1998 i el 2000. Consistia en un programari interactiu que seguia la creació i manipulació simultània de contingut visual i sonor a temps real. El programa s'esforça per establir connexions inherents, "orgàniques", entre el desplegament de la música i les formes visuals.

#### Glasbead
Els conceptes d'espai multiusuari, el joc, i el fet de compartir arxius es centren en el software Glasbead de John Klima (1999): Una interfície musical col·laborativa de multiusuari. Una mena d'instrument i joc al mateix temps que permet als jugadors importar arxius musicals i crear una miríada de paisatges sonors. La interfície consisteix en estructures circulars en rotació amb una mena de tiges que s'assemblen a martells i campanes. Els arxius sonors poden ser importats a les campanes i es fan arribar als martells de les campanes fent flints. Mentre que Glasbead crea un món contingut on els sons i les representacions visuals es milloren entre ells, permet que més d'una vintena de jugadors fer una "jam session" tots junts i de forma remota. El projecte va néixer amb la idea de la novel·la de Hermann Hesse: Das Glasperlenspiel (traduït a l'anglès, Magister Ludi) on s'aplica la geometria de la música per la construcció sinestèsica de micro-mons.

#### Telesymphony
La creació participativa de paisatges sonors també és explotada de forma creixent per l'ús "d'instruments" o èines portàtils, com és el cas tels telèfons mòbils
Expandint el seu treball musical als aparells digitals mòbils, en Golan Levin va crear el Telesymphony Arxivat 2018-12-23 a Wayback Machine. l'any 2001 (amb nou col·laboracions), una actuació on els sons van ser generats per el timbre de trucada coreografiat i configurat dels mòbils del públic. El concert va tenir lloc a l'"Ars Electronica Festival" a Linz l'any 2001. Es va demanar el número de telèfon a cadascun dels membres del públic a l'espai web abans de l'esdeveniment, i a canvi, rebien el seu tiquet amb un lloc assignat en el hall del concert. Els nous tons de trucada es descarregaven de forma automàtica a cadascun dels mòbils. Així doncs, ja es tenien totes les condicions necessàries per al concert: el número de cada espectador enregistrat, el seient i el respectiu to de trucada; l'actuació ja podia ser coreografiada de forma curosa pels músics/performers.
Així doncs, el públic es va convertir en una melodia distribuïda en un espai "cel·lular", on les interrupcions habituals produïdes per trucades a membres del públic s'acabava incorporant a la melodia de la resta de l'espectacle.

#### Telephony
Un projecte similar a l'anterior, Telephony (2001) de Thomson & Craighead, permetia als espectadors arribar a una galeria on participants remots podien marcar una quarantena de números de telèfon que estaven instal·lats en forma de graella a la paret. Els telèfons començarien llavors a rebre i fer-se trucades entre ells, creant un espai d'àudio en capes.

#### Ping
Ping (2001) és una escultura sonora desenvolupada per l'americà Chris Chafe, i el suís Greg Niemeyer. És un projecte de xarxa sonora conduït per informació que viatja per internet. El so creat per les instal·lacions contacta els servidors per veure si es pot establir connexió i així proveir una manera de mesurar la distància i el temps. Ping tradueix el retard temporal del flux de dades en informació auditiva. a través de les informacions, els usuaris poden escollir els instruments i escales, o la configuració de l'altaveu.

## Tecnologia digital i música en directe

### El concert com a espectacle
Per poder parlar de la qüestió tecnològica i digital en el cas dels espectacles musicals cal primer centrar remarcar que el plantejament es fa sobre quins elements fan que l'espectacle musical sigui espectacle; no quins elements de l'espectacle musical el fan musical. Per tant, totes les tecnologies de les quals es parlen a continuació fan referència a l'estètica de l'actuació, no l'estètica de la música.
Durant anys s'ha estudiat la pràctica tradicional de l'espectacle aplicant eines (ordinadors) per ajudar-nos a analitzar música amb significats tradicionals. Però què passa quan els ordinadors i la tecnologia moderna s'utilitza pels concerts de música en directe? De sobte ens enfrontem a un problema: és probable que l'audiència entengui l'actuació des d'un punt de vista directe i físic?, és realment important i rellevant això?
Independentment de la cultura de cadascun d'ells, és clar que entre el performer i l'audiència s'hi estableix una relació. Aquesta relació està condicionada per molts factors, uns dels més importants són la confiança i el fet d'entendre què fa l'artista dalt de l'escenari. Normalment, aquest vincle també és format quan l'artista fa quelcom que l'audiència no pot fer, que ell meravella. És aquest un dels motius principals pels quals la gent va a concerts. La tecnologia és una eina perfecta per explotar aquesta capacitat de meravellar, però irònicament això també ha permès que algunes actuacions musicals es converteixin en simples castells de focs, on sols destaquen les qualitats extramusicals de l'espectacle.

### Resum històric
Al segle xx les fronteres de la música i el rendiment dels espectacles comença per la tonalitat, el serialisme, etc. També diverses fases filosòfiques i teòriques sobre la música permeten augments i disminucions de la tecnologia dins el món musical. Aquesta conclusió lògica ja es veu amb l'obra 4'33 de John Cage el 1952. De totes maneres, l'alliberació del so en aquest període no sols va ser estètica, va ser també tecnològica, concretament pel que fa a allò electro-acústic i més endavant en la música electrònica.
Sens dubte, la música electrònica a madurat prou actualment, i els dispositius són prou veloços per a poder explorar les possibilitats que ofereixen els ordinadors. En els principis de la música electrònica, l'única manera de fer un espectacle era mitjançant la cinta, la gravació, on no hi ha necessitat d'haber-hi ningú a l'escenari, és gairebé una simple reproducció. Sens dubte un espectacle molt més avorrit del que estem acostumats.
Des del començament de l'evidència arqueològica de la música fins ara, la música era reproduïda acústicament i, per tant, sempre era evident la connexió entre l'actuació física (i/o vocal) de l'artista, com es produïa el so. Hi havia una relació gairebé directe entre gest i resultat. En l'actualitat no cal seguir les lleis de la física perquè tenim tot el poder de les màquines com a intèrprets i intermediaris entre l'actuació física i el so produït. Això significa que podem anar més enllà de la relació usual de la relació causa-efecte entre artista i instrument.

### El dilema de l'artista
Aquest és un dels eixos centrals de tota discussió sobre la introducció de la tecnologia en els espectacles de música. Quin és el pes que té la música i quin pes té la tecnologia a l'hora de fer un espectacle. Un paper clau aquí el té l'audiència, la gran indústria es regirà per allò que vulgui l'audiència. Un cop més, el poder de l'audiència determinarà el paper d'aquelles produccions musicals més comercials. Per tant, l'artista ha de tenir molt clar quins són els seus objectius, saber què vol prioritzar, independentment de buscar l'espectacle, a l'hora de donar més importància a la música o a la tecnologia (des del punt de vista visual).
Sens dubte, però, la introducció d'uns bons visuals (terme en anglès de projeccions en concerts), o qualsevol altre tipus d'elements tecnològics serà un bon aliat de la qualitat musical, accentuant l'efecte expressiu d'aquest i creant tota mena d'atmosferes, on l'experiència del públic sigui exponencialment més profunda.

## La importància dels visuals
El gran avanç tecnològic en el camp de la música en directe ha estat la incorporació de contingut visual, que en els darrers anys ha agafat un pes extraordinari en els espectacles amb grans pressupostos, on les pantalles són l'element tecnològic principal de l'espectacle. Això ha permès un gran desenvolupament tecnològic per a tres bandes. En primer lloc, els requeriments que gràficament es necessitaven per dur a terme un determinat estil de projeccions han permès una gran inspecció de la textura i els colors dels gràfics exclusivament virtuals per a concerts. En segon lloc, s'ha fet una gran experimentació en formats de produccions visuals en directe, que permeten ser produïts i generats en el mateix moment del concert (això ha permès l'aparició dels videojòqueis). En tercer i últim lloc, també cal mencionar la importància de desenvolupar els dispositius que permeten la projecció de tot això. Les pantalles en són un element imprescindible, però no l'únic. La digitalització de l'espectacle permet coordinar les accions dels artistes amb tota mena defectes especials, així com la pirotècnia, el confeti o el fum, que estan preprogramats de tal manera que l'artista pot manejar-los des de dalt mateix de l'escenari.

### VisualsDigitals
Aquest concepte agafat de l'anglès, visuals, fa referència a tot aquell contingut multimèdia visual que es projecti en els concerts i espectacles en directes. Com podrem veure a continuació, en l'actualitat en podem trobar de totes menes. La investigació per tal d'aconseguir quelcom espectacular que generi una experiència increïble per l'espectador és una idea llaminera, ja que s'hi mou un interès de grans pressupostos. Això juntament amb la voluntat d'innovar dels artistes fan que aquest sigui, sens dubte, un camp en plena expansió.

#### Visuals preproduïts
Aquest tipus de projeccions han estat les pioneres a fer desenvolupar l'experiència visual als espectacles de gran format. Es tracta del primer tipus de projeccions que neixen a partir de la dècada del 1950, juntament amb l'auge del gènere pop i les grans produccions escenogràfiques dels concerts de gran format.
En la seva etapa primària consistien bàsicament en vídeos molt similars als recentment popularitzats videoclips. Com una mena de videoart, amb imatges formalment atractives, juxtaposades entre si per mitjà del muntatge, que acabaven ressaltant la intenció expressiva de l'artista. La seva producció es feia bàsicament a platós i amb molta influència del muntatge. No eren, encara, espectacles tecnològics.

#### Visuals generats a temps real
Aquesta ha estat una de les incorporacions més trencadores en l'àmbit de les projeccions visuals en espectacles. Es tracta d'un programari que permet a l'editor produir imatges gràfiques en moviment a temps real, en directe. Això ha permès que a l'era dels DJ (discjòqueis) s'hi sumin els VJ (videojòqueis). Aquests artistes són capaços d'aptar les imatges que es mostren a pantalla segons la música que sona al moment. Això és possible gràcies a un programari d'alta complexitat tecnològica que ha sabut convertir els llargs algoritmes en representacions més simples interpretables per aquells artistes que vulguin dedicar's-hi. Cal remarcar però que la gran facilitació en l'ús, els coneixements per part de l''usuari són indispensables.

##### Programari VJ
Els principals programes de software que permeten realitzar-ho son:
- VDMX
- ProVideoPlayer 2
- Resolume
- MadMapper
- Modul8
- Arkaos GrandVJ

#### Vídeos en directe a les pantalles
El següent pas s'ha produït en grans gires internacionals, com per exemple en la gira "The formation tour" de Beyoncé, on es disposen de grans pressupostos. En aquest cas, la innovació ha estat incorporar vídeos de l'actuació enregistrats en directe i incorporar-los en la producció de visuals. D'aquesta manera, al contingut visual generat prèviament s'hi suma la coreografia de l'actriu dins d'un marc audiovisual produït. Es tracta doncs, no només de veure la cantant en directe a la pantalla gran del concert (cosa que ja a la dècada dels cinquanta s'havia popularitzat), sinó d'integrar les imatges en directe dins l'espectacle visual preprogramat.